# Cuscuta syrtorum
Cuscuta syrtorum är en vindeväxtart som beskrevs av Arbajeva. Cuscuta syrtorum ingår i släktet snärjor, och familjen vindeväxter. Inga underarter finns listade i Catalogue of Life.